# Понтиджа, Джузеппе
Джузеппе Понтиджа (итал. Giuseppe Pontiggia; 25 сентября, 1934, Комо, Италия — 27 июня, 2003, Милан, Италия) — итальянский писатель и литературный критик.
Родился в Комо и переехал в Милан вместе со своей семьей в 1948 году. В 1959 году окончил Католический университет Святого Сердца в Милане, защитив диссертацию об Итало Свево. После первой незамеченной антологии коротких рассказов, опубликованных в 1959 году, Понтиджа, воодушевлённый Элио Витторини, в 1961 году решил полностью посвятить себя литературе. Его первым романом стал «Искусство фуги» (L’arte della fuga), написанный в 1968 году.
В 1989 году получил премию Стрега за роман «Исчез перед рассветом» («La grande sera»), а в 2001 году — премию Кампьелло за роман «Рождённые дважды» («Nati due volte»). Он также написал множество статей и очерков.
Умер в 2003 году в Милане от инсульта.

### Эссе
- "Сад Гесперид" (Il giardino delle Esperidi) (1984)
- "Неподвижные пески" (Le sabbie immobili) (1991)
- «Летающий остров» (L’isola volante) (1996)
- «Современники будущего» (I contemporanei del futuro) (1998)

### Романы и рассказы
- Смерть в банке (La morte in banca) (1959)
- Искусство фуги (L’arte della fuga) (1968)
- Невидимый игрок (Il giocatore invisibile) (1978)
- Луч тени (Il raggio d’ombra) (1983)
- Исчез перед рассветом (La grande sera) (1989)
- Vite di uomini non illustri (1994)
- Рождённые дважды (Nati due volte) (2000)
- Prima persona (2002)
- Il residence delle ombre cinesi (2003, опубликовано после смерти)
- Понтиджа Джузеппе. Луч тени: Роман.Рассказы. Пер. с итал., сост. Г.Смирнова. Предисл. Ц.Кин. М.: Известия.1986.-160 с. (Библиотека журнала "Иностранная литература").
- Понтиджа Джузеппе. Исчез перед рассветом. Роман. Серия: ЛГ-Бестселлер. Книжная серия Литературной газеты. Перевод с итальянского Ф. Двин. Предисл. Л.Вершинина. Художник Старцев Н. М. Литературная газета - Вся Москва. 1992г. 218 с.
- Итальянская поэзия между XX и XXI веком. СПб.: Издательство Ивана Лимбаха, 2022. 136 с.